# Turea, Snovsk
Turea (în ucraineană Тур'я) este localitatea de reședință a comunei Turea din raionul Snovsk, regiunea Cernihiv, Ucraina. În secolul al XIX-lea, satul făcea parte din volostul Velîkîi Șciîmel, uezdul Horodnea.

## Demografie
Componența lingvistică a localității Turea
     Ucraineană (96,96%)
     Rusă (2,78%)
     Alte limbi (0,17%)
Conform recensământului din 2001, majoritatea populației localității Turea era vorbitoare de ucraineană (96,96%), existând în minoritate și vorbitori de rusă (2,78%).